# Milan Petković
Milan Petković (Priština, 1973) srpski je kompozitor, izvođač i muzički pedagog.

## Biografija
Rođen je 31. jula 1973. godine u Prištini, gde je završio osnovnu i srednju školu i Fakultet muzičke umetnosti. Diplomirao je 2003. godine sa temom „Pet pariskih sonata Volfganga Amadeusa Mocarta".
Prve kompozicije počeo je da piše još u osnovnoj školi, a kao srednjoškolac je počeo da se bavi studijskim radom i od tada datiraju njegovi audio zapisi.
Tokom studija, pored komponovanja, bavio se i pozorištem. Komponovao je muziku za više desetina pozorišnih predstava.
U njegovom stvaralačkom opusu prevladava eksperimentalni odnosno ambijentalni džez.
Prvi studijski album „Muzička kutija“ snimio je i objavio 2012. godine sa svojim triom u izdanju Centra za kulturu Aleksinac i Izdavačke kuće „Slušaj najglasnije“ iz Zagreba.
Godine 2013. osniva vlastitu izdavačku kuću "Zeleni vir" i u saradnji sa kućama „Slušaj najglasnije“ iz Zagreba i "Konstantinus" (Constantinus) iz Niša izdaje album "Odraz". U godinama koje slede objavljuje albume: „Utočište“ (2014), „Nada“ (2015), „Na obali“ (2016), „Potvrda o životu“ (2017), „Leptir” (2019), „U srcu” (2019), „Do kraja sveta” (2019), "Kad niko ne čeka" (2023), "U očima" (2024) i "Bez kraja" (2025).
Živi i radi u Aleksincu kao muzički pedagog.

## Objavljeni albumi
- Muzička kutija - Kompozicije: 1. Muzička kutija  2. Kabare[4] 3. Drum & Bass[5] 4. Podzemlje[6] 5. Moravica  6. Miss You  7. Čovek sa dva lica , 2012[7][8]
- Odraz - Kompozicije:1. Odraz  2. Gluvarenje  3. Autsajder  4. Povratak kući  5. Bez borbe[9] 6. Končić[10] 7. Iza ogledala[11], 2013,[12][13]
- Utočište - Kompozicije: 1. Utočište  2. Nedostojan[14] 3. Sloboda kretanja[15] 4. U senci[16] 5. Ničija zemlja[17] 6. Kod kuće , 2014[18][19]
- Nada - Kompozicije: 1. Vera[20] 2. Nada[21] 3. Ljubav[22], 2015[23][24]
- Na obali - Kompozicije: 1. Vremeplov[25] 2. Na obali[26] 3. Besmisla , 2016[27][28]
- Potvrda o životu[29][30]- Kompozicije: 1. Mir  2. Igra 3. Potvrda o životu[31], 2017[32]
- Leptir − Kompozicije: 1. Leptir, 2. Na početku, 3. Neispričane priče, 2019[33]
- U srcu - Kompozicije: 1. Buđenje, 2.  Bez ljubavi, 3.  U srcu, 4. Nemaština, 2019
- Do kraja sveta - Kompozicije: 1. Čuvar, 2. Duše, 3. Do kraja sveta, 2019[34]
- Kad niko ne čeka - Kompozicije: 1. Kad niko ne čeka, 2. Sama, 3. Vetri, 4. Ko je komu sve, 5. Pesma prijateljstva, 6. Sumrak,  7. Slobodan, 2023[35]